# Alfred Preißler
Alfred Preissler (Duisburgo, Alemania, 9 de abril de 1921-Dortmund, Alemania, 15 de julio de 2003), más conocido como Adi Preißler, fue un futbolista alemán y director técnico que jugó como delantero en el Ballspielverein Borussia, club del que es su máximo goleador histórico.
Preissler jugó en el equipo de Dortmund con el cual ganó los Campeonatos alemanes de 1956 y 1957. También jugó dos partidos para el entonces seleccionado de Alemania Occidental en 1951 contra Austria y la República de Irlanda.

## Trayectoria
Alfred Preißler comenzó su carrera futbolística en el Duisburgo SC 1900. A principios de 1940 se trasladó al Duisburger SPV. Después de la guerra, fue a Dortmund, donde jugó a partir de entonces para el club más importante de la ciudad el Ballspielverein Borussia. Además de dos campeonatos alemanes (conquistados en 1956 y 1957, y un subcampeonato en 1949), dirigió al Borussia Dortmund como entrenador a otros seis campeonatos de Alemania Occidental. También jugó dos años con el Sportclub Preußen Münster, con el que fue subcampeón en 1951.
Adi Preißler fue durante mucho tiempo capitán del Borussia Dortmund, en la etapa en la que se disputaban las Oberligas, y en concreto la Oberliga West en la que jugó 294 partidos y anotó 152 goles. También sumó 21 partidos (14 goles) en el posterior campeonato alemán, 10 encuentros (8 goles) en la Copa de Europa y una inserción (1 gol) en la Copa DFB. Hasta la fecha, Adi Preißler con 175 goles anotador es el máximo goleado del BVB. En 1949 (25 goles) y 1950 (24 goles), fue el máximo anotador de la Oberliga West. Junto con Alfred Niepieklo, Alfred Kelbassa y Preißler formaron un trío tormenta que se denominó como los tres Alfred.
En el equipo nacional Preißler jugó sólo dos veces (frente a Austria e Irlanda) en 1951.
Por Alfred Preißler fue acuñada la afirmación: "Toda teoría es gris - en el campo es donde todo se decide."[cita requerida]

## Preissler visto por otros
El expresidente amarillo, Dr. Gerd Niebaum, dijo que “Addi Preissler era vital para la historia del Borussia Dortmund, pues sin él en la pre-história, este club jamás hubiera sido un grande alemán”.